# Куп Мађарске у фудбалу 1955/58.
Куп Мађарске у фудбалу 1955/58. (мађ. 1955–1958-es magyar labdarúgókupa) је било 24. издање серије, на којој је екипа ФК Ференцвароша тријумфовала по 10. пут. Серијал је прекинут избијањем револуције 1956. године и окончан је тек 1958. године.

## Четвртфинале
| Тим #1            | Резултат | Тим #2             |
| ----------------- | -------- | ------------------ |
| 26. фебруар 1956. |          |                    |
| Сегедин Халадаш   | 4 : 0    | Дожа Печуј         |
| 8. август 1956.   |          |                    |
| Вереш лобого      | 1 : 1    | Дожа Будимпешта    |
| 27. јануар 1957.  |          |                    |
| Кинижи Будимпешта | 3 : 0    | Тереквеш Сомбатхељ |
| 16. фебруар 1958. |          |                    |
| Бањас Шалготарјан | 3 : 0    | Вашаш Будимпешта   |

## Полуфинале
| Тим #1            | Резултат | Тим #2            |
| ----------------- | -------- | ----------------- |
| 17. фебруар 1957. |          |                   |
| Кинижи Будимпешта | 5 : 0    | Сегедин Халадаш   |
| 22. фебруар 1958. |          |                   |
| Дожа Будимпешта   | 1 : 2    | Бањас Шалготарјан |

## Финале
| Кинижи Будимпешта          | 2 : 1    | Бањас Шалготарјан    |
| -------------------------- | -------- | -------------------- |
| Золтан Фридмански 20’, 59’ | Извештај | Бела Чаки 44’ (пен.) |